# Órgiva
Órgiva là một đô thị trong tỉnh Granada, Tây Ban Nha.

## Liên kết ngoài

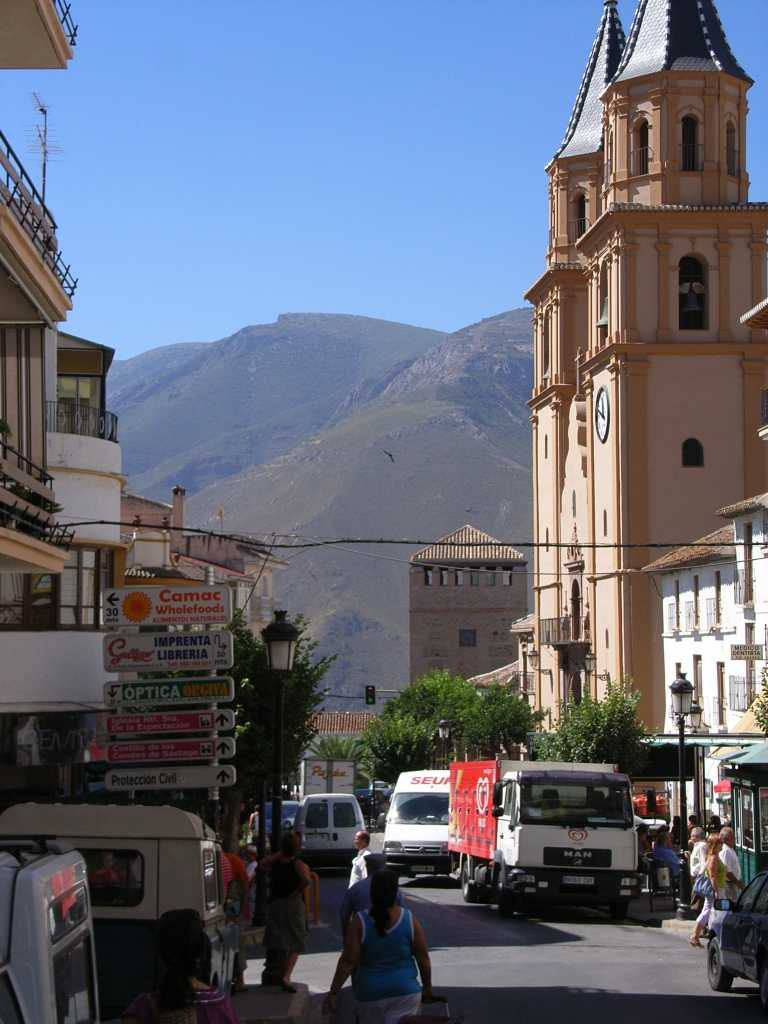
Órgiva